# Porta Palio
La Porta Palio est une porte - ou un portail - des anciens murs médiévaux extérieurs de la ville de Vérone, en Italie. Elle a été conçue et construite de 1550 à 1561 par l'architecte Michele Sanmicheli.

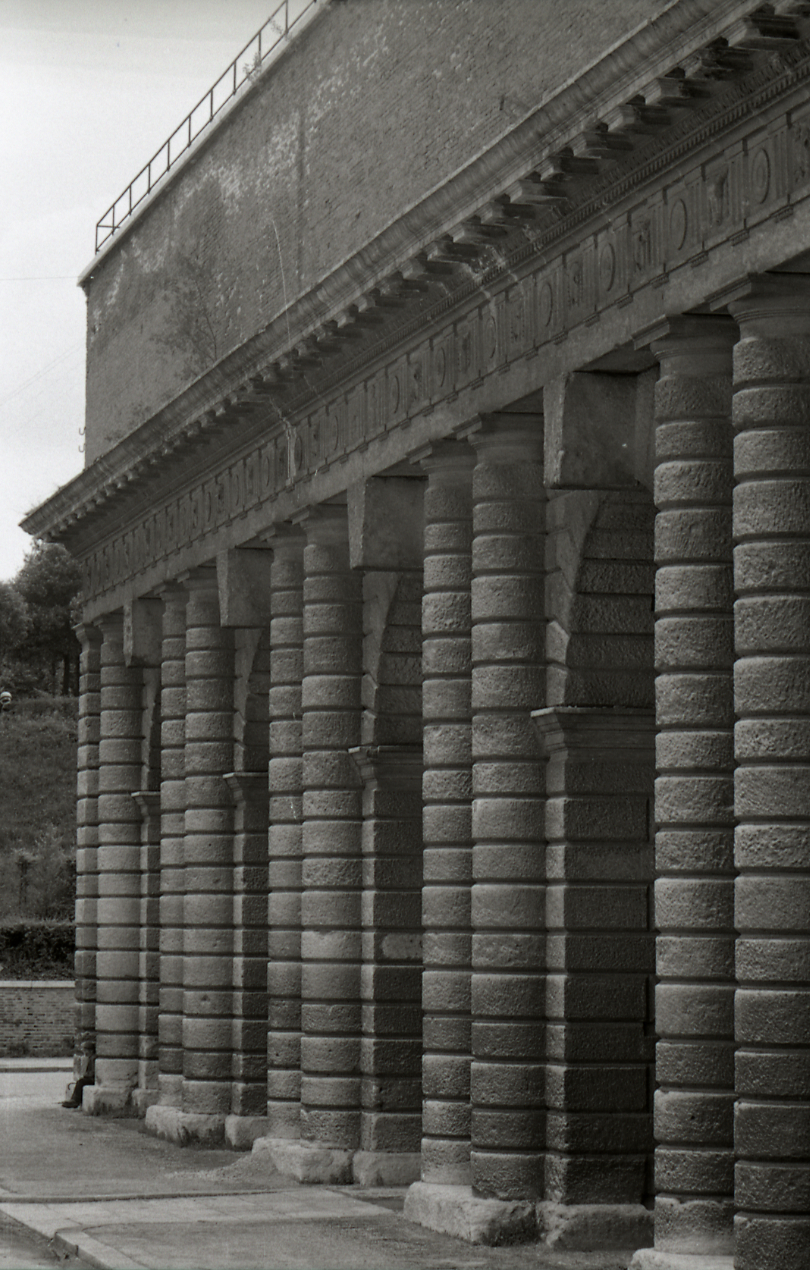
Vue de côté. Photo par Paolo Monti, 1972.

Les robustes colonnes doriques donnent à la structure élégance et force. Le site comportait auparavant un portail médiéval, appelé la porte du Palio car elle était utilisée pendant une course de chevaux, qui passait dessous.